# 拉里尼夫卡
52°0′31″N 33°1′4″E / 52.00861°N 33.01778°E
拉里尼夫卡（烏克蘭語：Ларинівка），是烏克蘭的村落，位於該國北部切爾尼戈夫州，由諾夫哥羅德-謝韋爾斯基區負責管轄，始建於1145年，面積1.73平方公里，海拔高度175米，2001年人口375，人口密度每平方公里216.8人。